# Silber-Flockenblume
Die Silber-Flockenblume (Centaurea pulcherrima) ist eine Pflanzenart aus der Gattung der Flockenblumen (Centaurea) in der Familie der Korbblütler (Asteraceae). Die Art ist sehr formenreich.

## Merkmale
Die Silber-Flockenblume ist eine ausdauernde Pflanze, die Wuchshöhen von 30 bis 60 (80) Zentimeter erreicht. Sie bildet eine Pleiokorm-Wurzel aus. Der Pappus ist 11 bis 16 Millimeter lang, gefiedert und einreihig. Die Blätter sind unterseits graufilzig (bei Kulturformen), oberseits schwach filzig und verkahlend. Die Blattform ist sehr variabel, die unteren Blätter sind schmal lanzettlich, gezähnt oder leierförmig bis schwach fiederteilig mit 1 bis 4 Paar gezähnten oder ganzrandigen Abschnitten. Die Hülle hat einen Durchmesser von 15 bis 30 Millimeter. Die Anhängsel der mittleren Hüllblätter sind sehr groß, häutig, hellbraun bis strohfarben und haben zahlreiche 2 bis 4 Millimeter lange Fransen. Die Blütenköpfe sind einzeln, lang gestielt und haben einen Durchmesser von bis zu 5 Zentimeter. Die Randblüten sind strahlend, haben lange, spitze, gerade Zipfel und sind rosa gefärbt. Die Scheibenblüten sind weißlich. 
Blütezeit ist von (Mai) Juni bis Juli.

## Vorkommen
Die Silber-Flockenblume kommt in der Ost-Nordost-Türkei und im Kaukasus auf Felshängen und Schotter in Höhenlagen von 1700 bis 3500 Meter vor.

## Nutzung
Die Silber-Flockenblume wird zerstreut als Zierpflanze für Steingärten und Trockenmauern genutzt. Sie ist seit spätestens 1816 in Kultur. Die Sorte 'Albo-rosea' hat eine weißlichrosa Krone.

## Belege
- Eckehardt J. Jäger, Friedrich Ebel, Peter Hanelt, Gerd K. Müller (Hrsg.): Rothmaler Exkursionsflora von Deutschland. Band 5: Krautige Zier- und Nutzpflanzen. Spektrum Akademischer Verlag, Berlin Heidelberg 2008, ISBN 978-3-8274-0918-8.